# Lampides dromicuse
Lampides dromicuse är en fjärilsart som beskrevs av Hans Fruhstorfer 1910. Lampides dromicuse ingår i släktet Lampides och familjen juvelvingar. Inga underarter finns listade i Catalogue of Life.